# モハレス・フーク県
モハレス・フーク県は、10あるレソトの県のうちの一つ。面積は3,530 km2で、人口は約310,000人である(2004)。 県都はモハレス・フークである。